# Élections régionales de 1990 au Piémont
Les élections régionales de 1990 au Piémont (en italien : Elezioni regionali in Piemonte del 1990) se tiennent les 6 et 7 mai 1990 afin d'élire les 60 membres de la Ve législature du conseil régional du Piémont.

## Contexte
À la suite du dernier scrutin régional, le démocrate-chrétien Vittorio Beltrami est porté à la tête de la région, menant une coalition dite Pentapartito, composée de la DC, du PSI, du PSDI, du PRI, et du PLI. Ce gouvernement durera pendant toute la durée de la législature.

## Mode de scrutin
Le conseil régional du Piémont (en italien : Consiglio Regionale del Piemonte) est constitué de 60 conseillers élus pour cinq ans au scrutin proportionnel avec vote préférentiel et sans seuil électoral dans six circonscriptions plurinominales qui correspondent aux provinces.
Chaque électeur peut exprimer jusqu'à trois votes de préférence sur la liste à laquelle il accorde son suffrage. Les mandats sont ensuite répartis à la proportionnelle d'Hagenbach-Bischoff. Les sièges sont ensuite pourvus par les candidats comptant le plus grand nombre de voix préférentielles.
Les mandats qui n'ont pas été attribués à l'issue du premier décompte et les voix qui n'ont pas été utilisées sont rassemblés au niveau régional et distribués à la proportionnelle de Hare. Ils sont attribués, pour chaque parti, dans les provinces en fonction du ratio entre les votes restants et le total des suffrages exprimés.

### Répartition des sièges
| Provinces  | Sièges | +/-           |
| ---------- | ------ | ------------- |
| Alexandrie | 5      | 1             |
| Asti       | 1      | 1             |
| Coni       | 8      | 1             |
| Novare     | 8      | 1             |
| Turin      | 35     | 2             |
| Verceil    | 3      | 2             |
| Total      | 60     | en stagnation |

## Principales forces politiques
| Parti | Parti                                                                                   | Idéologie                                                  |
| ----- | --------------------------------------------------------------------------------------- | ---------------------------------------------------------- |
|       | Démocratie chrétienne Democrazia Cristiana                                              | Centre Démocratie chrétienne, antifascisme, anticommunisme |
|       | Parti communiste italien Partito Comunista Italiano                                     | Gauche Communisme, eurocommunisme, marxisme-léninisme      |
|       | Parti socialiste italien Partito Socialista Italiano                                    | Gauche Socialisme, réformisme, marxisme                    |
|       | Parti social-démocrate italien Partito Socialista Democratico Italiano                  | Centre gauche Social-démocratie, socialisme                |
|       | Parti libéral italien Partito Liberale Italiano                                         | Centre droit Libéralisme, libérisme                        |
|       | Mouvement social italien – Droite nationale Movimento Sociale Italiano–Destra Nazionale | Extrême droite Néofascisme, nationalisme, anticommunisme   |
|       | Parti républicain italien Partito Repubblicano Italiano                                 | Centre Républicanisme, mazzinisme                          |

## Résultats

### Voix et sièges
|                        |                                                      |           |       |      |        |               |  |  |  |  |  |  |  |  |
| Parti                  | Parti                                                | Voix      | %     | +/-  | Sièges | +/-           |  |  |  |  |  |  |  |  |
|                        | Démocratie chrétienne (DC)                           | 814 359   | 27,94 | 2,51 | 18     | 1             |  |  |  |  |  |  |  |  |
|                        | Parti communiste italien (PCI)                       | 663 468   | 22,77 | 6,11 | 14     | 4             |  |  |  |  |  |  |  |  |
|                        | Parti socialiste italien (PSI)                       | 445 768   | 15,30 | 2,40 | 9      | 1             |  |  |  |  |  |  |  |  |
|                        | Ligue du Nord (LN)                                   | 148 450   | 5,09  | Nv.  | 3      | 3             |  |  |  |  |  |  |  |  |
|                        | Parti libéral italien (PLI)                          | 120 677   | 4,14  | 0,93 | 2      | 1             |  |  |  |  |  |  |  |  |
|                        | Parti républicain italien (PRI)                      | 116 344   | 3,99  | 1,27 | 2      | 1             |  |  |  |  |  |  |  |  |
|                        | Liste verte (LV)                                     | 113 760   | 3,90  | 2,24 | 2      | 1             |  |  |  |  |  |  |  |  |
|                        | Mouvement social italien – Droite nationale (MSI-DN) | 104 851   | 3,60  | 1,89 | 2      | 1             |  |  |  |  |  |  |  |  |
|                        | Parti social-démocrate italien (PSDI)                | 92 559    | 3,18  | 1,56 | 2      | 1             |  |  |  |  |  |  |  |  |
|                        | Les Verts Arc-en-ciel (VA)                           | 80 492    | 2,76  | Nv.  | 2      | 2             |  |  |  |  |  |  |  |  |
|                        | Union piémontaise (UP)                               | 66 904    | 2,30  | 1,17 | 1      | 1             |  |  |  |  |  |  |  |  |
|                        | Parti des retraités (PP)                             | 39 539    | 1,36  | Nv.  | 1      | 1             |  |  |  |  |  |  |  |  |
|                        | Anti-prohibitionnistes des drogues (AsD)             | 33 718    | 1,16  | Nv.  | 1      | 1             |  |  |  |  |  |  |  |  |
|                        | Démocratie prolétarienne (DP)                        | 30 927    | 1,06  | 0,55 | 1      | en stagnation |  |  |  |  |  |  |  |  |
|                        | Liste des retraités                                  | 17 394    | 0,60  | Nv.  | 0      | en stagnation |  |  |  |  |  |  |  |  |
|                        | Liste écologiste                                     | 7 413     | 0,25  | Nv.  | 0      | en stagnation |  |  |  |  |  |  |  |  |
|                        | Piémont anti-chasse                                  | 6 682     | 0,23  | Nv.  | 0      | en stagnation |  |  |  |  |  |  |  |  |
|                        | Autres                                               | 10 855    | 0,37  | -    | 0      | -             |  |  |  |  |  |  |  |  |
|                        |                                                      |           |       |      |        |               |  |  |  |  |  |  |  |  |
| Suffrages exprimés     | Suffrages exprimés                                   | 2 914 160 | 90,39 |      |        |               |  |  |  |  |  |  |  |  |
| Votes blancs           | Votes blancs                                         | 157 620   | 4,89  |      |        |               |  |  |  |  |  |  |  |  |
| Votes nuls             | Votes nuls                                           | 152 263   | 4,72  |      |        |               |  |  |  |  |  |  |  |  |
| Total                  | Total                                                | 3 224 043 | 100   | -    | 60     | en stagnation |  |  |  |  |  |  |  |  |
| Abstention             | Abstention                                           | 399 671   | 11,03 |      |        |               |  |  |  |  |  |  |  |  |
| Inscrits/Participation | Inscrits/Participation                               | 3 623 714 | 88,97 |      |        |               |  |  |  |  |  |  |  |  |

## Conséquences
Le 25 juillet, le conseiller démocrate-chrétien Gian Paolo Brizio est porté à la tête de la région, menant une nouvelle coalition pentapartito, composée de la DC, du PSI, du PSDI, du PRI, et du PLI. La coalition se brise en 1993, sous le coup de l'instabilité produite par l'Opération Mains propres. La crise dure pendant un peu plus d'un an, avant que Brizio ne reconstitue une nouvelle coalition, le 7 juin 1994, constituée du PPI (l'ancienne DC), le PDS (l'ancien PCI), le PSI, la FdV (fusion de la LV et des VA), et le PR (le parti derrière les AsD).